# Артур Райтманн
Артур Райтманн (1901 — 1983) — швейцарський важкоатлет.
Бронзовий призер Олімпійських Ігор 1924 року в категорії до 60 кг.